# Pyrodictiaceae
Famille
Genres de rang inférieur
- Geogemma
- Hyperthermus
- Pyrodictium
- Pyrolobus

Les Pyrodictiaceae sont une famille d'archées de l'ordre des Desulfurococcales. Il s'agit de microorganismes anaérobies en forme de disque, dont la température optimale de croissance est supérieure à 100 °C, ce qui les distingue de l'autre famille de cet ordre, les Desulfurococcaceae.